# Daniel Alfredson

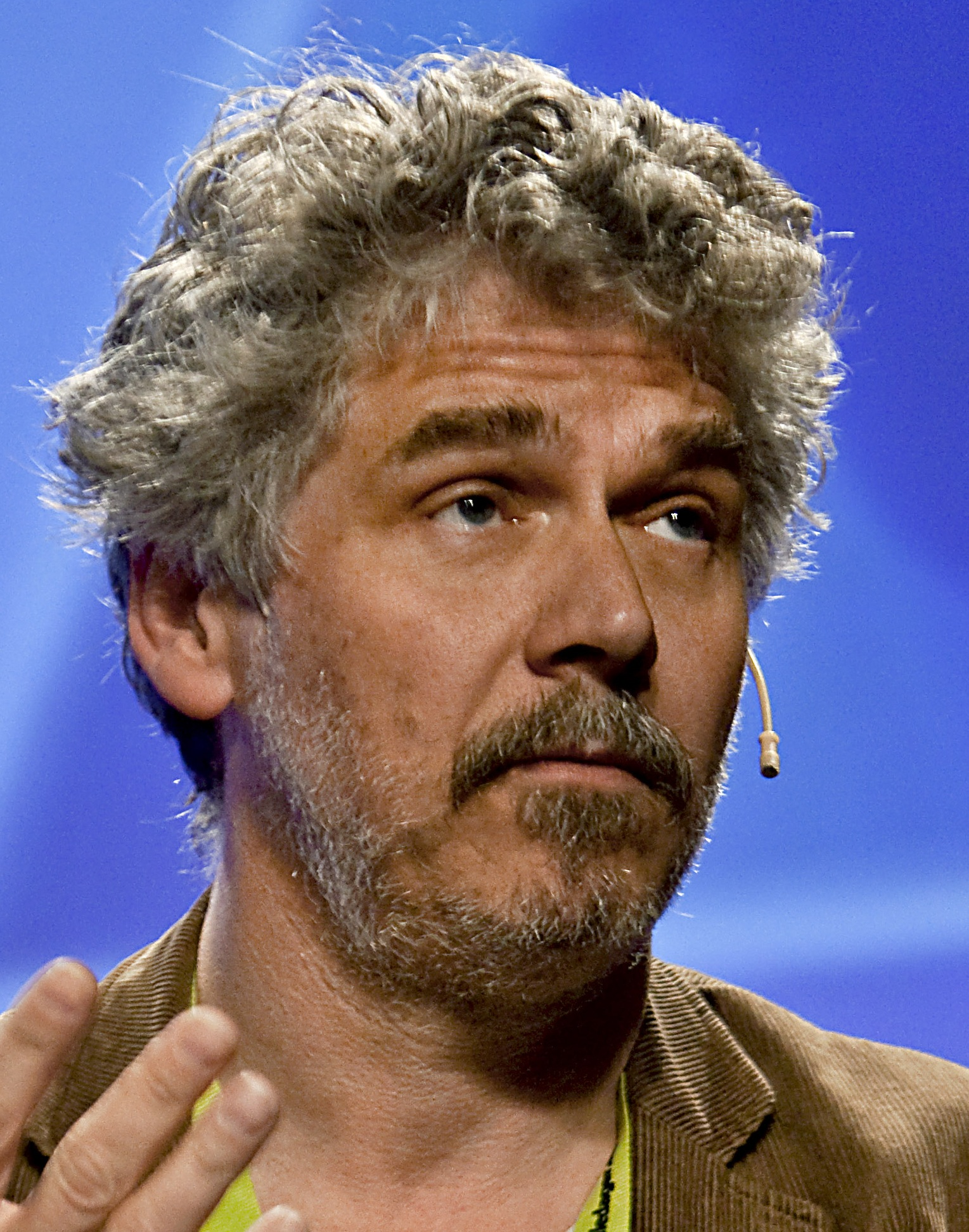
Daniel Alfredson (2011)

Hans Daniel Björn Alfredson (* 23. Mai 1959 in Stockholm) ist ein schwedischer Filmregisseur, Drehbuchautor und Filmproduzent.

## Leben
Hans Daniel Björn Alfredson ist der Sohn des Schauspielers und Komikers Hans Alfredson und ältere Bruder des Filmregisseurs Tomas Alfredson. Alfredson gab 1993 mit Die Tote im Göta-Kanal und Kommissar Beck: Der Mann auf dem Balkon sein Regiedebüt. Für letzteren erhielt er 1994 eine Nominierung als Bester Regisseur und eine Auszeichnung für das Beste Drehbuch beim schwedischen Filmpreis Guldbagge. Nachdem er den Regiepreis 1998 für den Thriller Tic Tac gewonnen hatte, erhielt Alfredson internationale Aufmerksamkeit, als er 2009 bei den beiden Literaturverfilmungen Verdammnis und Vergebung die Regie übernahm.
2018 veröffentlichte er mit Intrigo – Tod eines Autors den ersten Teil einer Trilogie, die auf in den 90er Jahren veröffentlichten Kurzgeschichten von Håkan Nesser basiert, veröffentlicht. 2019 folgten Intrigo – Samaria sowie Intrigo – Dear Agnes.

## Filmografie (Auswahl)
- 1993: Die Tote im Göta-Kanal (Roseanna)
- 1993: Kommissar Beck: Der Mann auf dem Balkon (Mannen på balkongen)
- 1997: Tic Tac
- 1999: Die Totenglocke (Dödsklockan)
- 2004: Eiskalte Bedrohung (Hotet)
- 2008: Wolf (Varg)
- 2009: Verdammnis (Flickan som lekte med elden)
- 2009: Vergebung (Luftslottet som sprängdes)
- 2015: Blackway – Auf dem Pfad der Rache (Blackway)
- 2015: Kidnapping Freddy Heineken
- 2018: Intrigo – Tod eines Autors (Intrigo: Death of an Author)
- 2018: Intrigo – Samaria (Intrigo: Samaria)
- 2019: Intrigo – In Liebe, Agnes (Intrigo: Dear Agnes)

## Auszeichnungen
Guldbagge
- 1994: Bestes Drehbuch für Kommissar Beck: Der Mann auf dem Balkon
- 1994: Nominierung für die Beste Regie für Kommissar Beck: Der Mann auf dem Balkon
- 1998: Beste Regie für Tic Tac